# محمد فايز البرشة
محمد فايز البرشة سياسي ووزير سوري في حكومة حسين عرنوس الثانية من مواليد طرطوس 1955 حاصل على إجازة في الهندسة الكيميائية من الاتحاد السوفييتي عام 1982 وهو عضو المكتب السياسي في الحزب الشيوعي السوري وعضو المكتب التنفيذي (أمين التشريع والشؤون القانونية) في الاتحاد العام لنقابات العمال من عام 2002 حتى عام 2015.
عمل مستشاراً في الاتحاد العام لنقابات العمال وعضو قيادة فرع دمشق للجبهة الوطنية التقدمية وعضو مكتب تنفيذي في الرابطة السورية لخريجي المؤسسات التعليمية الروسية والسوفييتية. له عدد من الكتب المترجمة عن اللغة الروسية.